# Sanford (Michigan)
Sanford is een plaats (village) in de Amerikaanse staat Michigan, en valt bestuurlijk gezien onder Midland County.

## Demografie
Bij de volkstelling in 2000 werd het aantal inwoners vastgesteld op 943.
In 2006 is het aantal inwoners door het United States Census Bureau geschat op 924, een daling van 19 (-2,0%).

## Geografie
Volgens het United States Census Bureau beslaat de plaats een oppervlakte van
4,0 km², waarvan 3,3 km² land en 0,7 km² water. Sanford ligt op ongeveer 201 m boven zeeniveau.

## Plaatsen in de nabije omgeving
De onderstaande figuur toont nabijgelegen plaatsen in een straal van 28 km rond Sanford.